# Молодіжний туризм
Молодіжний туризм — один із видів туризму за соціально-демогрфічними ознаками, спрямований на задоволення рекреаційних потреб людей віком до 35 років.

## Класифікація поняття

### Поняття Молодіжний туризм
Молодіжний туризм — подорожі та екскурсії дітей, юнацтва й молоді, під час яких реалізуються завдання освіти, виховання, всебічного розвитку, оздоровлення та психофізичної реабілітації особистості на основі використання туристичних ресурсів. Молодіжний туризм включає в себе практично всі категорії подорожей.
Молодіжний туризм (студентський) туризм  – це різновид туризму, спрямований на задоволення рекреаційних потреб молоді віком до 35 років.. В цьому випадку до рекреаційних потреб відносять тематичні поїздки, пов'язані з політико-пропагандистськими заходами, туристсько-екскурсійні походи, річкові та морські круїзи, тури вихідного дня, оглядові й тематичні екскурсії, подорожі та екскурсії в межах навчально-виховного і виробничого процесу.
Також молодіжний туризм, це спосіб передачі новому поколінню накопиченого людством життєвого досвіду і матеріально культурної спадщини, формування ціннісних орієнтацій, морального оздоровлення та культурного розвитку нації, один із шляхів соціалізації особистості.
Загалом молодіжний туризм — рекреаційні заходи молоді віком від 18 до 35 років, пов'язані з пізнавальною, оздоровчою, спортивною та культурно-розважальною діяльністю поза межами постійного місця проживання та навчання, без мети отримання прибутку у місці перебування. Характеризується переважно активним, насиченим та недорогим відпочинком. До молоді відносять молодих людей у віці від 18 до 35 років, незалежно від їх сімейного стану.
До основних видів молодіжного туризму можна віднести дайвінг, віндсерфінг, кайтсерфінг, також різні гірськолижні види спорту або ж альпінізм.
Відповідо до Закону України «Про туризм» молодіжний туризм один із видів туризму та класифікується відповідно до категорії особи, яка здійснює туристичні подорожі.

### Класифікація за організацією

#### Організований
Проводять організації, турфірми, громадські організації.

#### Неорганізований
Приватні самостійні подрожі або в складі сім'ї чи друзів.

В системі світового туризму особливе і місце відводиться молодіжному туризму. Частка молодіжного туризму щорічно збільшується на 1,5%. Тепер частка подорожуючих осіб до 30 років займає більше 40% туристських потоків. 
Молодіжний туризм – це конкретний вид туристської діяльності юнацтва і підлітків, що реалізується як у межах національних кордонів, так і на регіональному та світових рівнях.
Молодіжний туризм включає в себе практично всі категорії подорожей. Його специфікою є вік відпочиваючих. Згідно з визначенням Всесвітньої туристичної організації, до молодіжного туризму відносяться поїздки людей у віці від 14 до 44 років.
Види молодіжного туризму:
1) Розважальний туризм: Розважальний туризм передбачає відвідування нічних клубів, парків атракціонів, льодових ковзанок, різноманітних концертів, показів мод і т.п.
2) Освітній туризм: В наші дні з'явилося безліч міжнародних програм по студентському обміну. Їх метою є отримання всебічної освіти, навчання мовам, так і зближення культур і народів. Великою популярністю користується міжнародна програма Au Pair, доступна для осіб віком 18-26 років. Для участі не обов'язково бути студентом, головне – мати середню освіту. В її рамках молода людина живе за кордоном в іноземній родині, вдосконалює свою розмовну іноземну мову, знайомиться з іноземною культурою.
3) До екстремальних видів туризму, які користуються популярністю серед молоді, є: дайвінг, гірські та водні лижі, рафтинг, каякінг, спелеологія, лижний туризм, скелелазіння, альпінізм і льодолазіння. 

Молодь найбільше цікавить активних вид відпочинку, і багато туристські фірми сьогодні організовують спеціалізовані молодіжні тури, розраховані на енергійних молодих людей і пропонують їм такі види відпочинку:
1) Гірські тури – це похід в гори. Для подорожей по схилах і гребенях, через перевали і гірські потоки. 
2) Водні тури – турне по морів, озер, річок і водосховищ на човнах, байдарках та інших видах водного транспорту. 
3) Велосипедні тури – це подорожі на велосипедах по дорогах, різного типу покриття, ярах, на пісках, гірськими стежками. 
4) Спелиотури – відвідування природних або штучних печер і лабіринтів. Вони цікаві різноманітністю рельєфу. 
5) Пішохідні тури – самий популярний вид відпочинку. Походи можна організувати практично на будь-якій місцевості. Для цього не потрібно ніякої спеціальної підготовки і спорядження. Розглянувши наведені види туризму, можна зробити висновок, що молодіжний туризм має багатовекторну спрямованість. В Україні, в даний час молодіжний туризм розвивається переважно стихійно, не організовано, більшість туристичних фірм не розробляє спеціалізованого туристичного продукту для цієї категорії споживачів, а програми розвитку молодіжного туризму реалізуються в недостатній мірі. У зв'язку з цим необхідно розробити загальнодержавну програму розвитку молодіжного туризму.
Молодіжний туризм уявляє собою особливий вид подорожей, в яких молодь відпочиває великими компаніями, об’єднаними спільною метою і бажанням пізнати світ. Якщо говорити про молодіжний туризм, слід особливо відмітити, що саме ця сфера подорожей є дуже перспективною. Головною метою молодіжного туризму є пізнання світу, дуже корисні і популярні поїздки по своїй країні. Приголомшливі перспективи, що розкриваються в поїздці, дають можливість пізнати історію і багато нового. Подорожі сприяють формуванню їх світогляду, опануванню нових цінностей, які в подальшому будуть впроваджуватись ними у практику. Від цих цінностей багато в чому буде залежати модель соціокультурної реальності суспільства в майбутньому. Завдяки туристичним подорожам молодь активно взаємодіє з представниками інших народів і культур, що сприяє формуванню єдиного соціокультурного простору. Тому в системі світового туристичного розвитку особливого значення набуває молодіжний туризм. Наразі молодь вважається найбільш подорожуючим сегментом населення земної кулі. Водночас ціновий фактор має вирішальне значення для представників цієї категорії. 
Молоді мандрівники - це: 1) економні споживачі, які купують 17 туристські продукти, послуги та маршрути відповідно до їх індивідуальних потреб, інтересів і гаманцю;
2) більшість молодих людей, які бажають відпочивати так, як їм подобається, самі планують та організовують своє дозвілля, обираючи час навчання або канікул; 
3) молодь відрізняє оперативність у прийнятті рішень туристичного характеру та бажання за короткий період часу отримати максимальну кількість атракцій за умови гнучкої ціни; 4) вони заповзятливі, для них подорожі становлять невід’ємну частину їхнього життєвого досвіду. 
Молодіжний туризм справляє позитивний вплив на місцеву економіку. Дослідження Всесвітньої конфедерації подорожей молодих студентів і викладачів (WYSE Travel Confederation) доводять, що загальні туристські витрати молоді збільшуються швидше, ніж туристичні витрати інших категорій населення (в середньому зростання становить 8% на рік). Молоді туристи зазвичай подорожують частіше і затримуються довше, і тому витрачають більше, ніж туристи середнього віку, незважаючи на те, що їхні щоденні витрати скромніші. Грошові суми, які в середньому витрачають молодь і студенти, за останні 5 років збільшилися на 40% - до 1900 євро за поїздку. Насамперед молодіжний туризм безпосередньо приносить дохід представникам малого і середнього бізнесу, тому відіграє важливу роль у створенні робочих місць для цих верств місцевого населення. Представники туристичного бізнесу багатьох країн усвідомлюють важливість цієї цільової групи. Для цього розробляються спеціальні «молодіжні» туристичні програми - спортивні, пригодницькі тощо; пропонуються спеціальні пакети турів або послуг зі знижками; з’являється все більше хостелів та інших бюджетних місць розміщення. Відпочинок для молоді манить численними знижками.
Пільги для студентів та молодих науковців стають звичним та поширеним явищем . ISIC – International Student Identity Card (міжнародне посвідчення особи і статусу учня/студента), є єдиним визнаним у світі посвідченням особи та статусу учня. Це посвідчення випускається в 120 країнах світу, надає понад 41 тис. знижок та пільг власникам посвідчення. Програма підтримується на державному рівні і налічує 4,5 млн членів спільноти ISIC. Власниками ISIC можуть стати учні 18 загальноосвітніх шкіл у віці від 12 до 18 років, студенти та аспіранти денних і вечірніх відділень державних і комерційних навчальних закладів [16]. У межах Європейського союзу створено безліч установ та організацій для допомоги й організації туристичних поїздок студентів і молоді. Конституція Європейського союзу вперше посилається на туризм як на стимул для розвитку молодіжних поїздок. Європейська комісія наголошує: «заохочування молоді до мандрівок, здобуття нових знань і демократизація молодіжних поїздок є важливими проблемами для всіх тих, хто будує нову Європу». Спектр молодіжного та студентського туризму розширився з появою стилю самостійних поїздок - «бекпекінгу». Також важливим ринком молодіжного та студентського туризму для деяких країн є молодіжне волонтерство. Як приклад можна навести Гондурас, що розпочав програму наукового академічного волонтерського освітнього туризму (SAVE), спрямовану на залучення туристів до моніторингу природних і культурних пам’яток. Ці SAVE-туристи розглядаються як космополітичні відвідувачі зі ступенями у вищій освіті, котрі оцінюватимуть різноманітний і унікальний досвід, який може запропонувати Гондурас. Однією з нових ініціатив Європейського союзу є Європейський союз солідарності - організація, яка створює можливості для молоді, котра може брати добровільну участь у проектах як у своїй країні, так і за кордоном [16].

## Історія
Виникнення перших туристських організацій в Україні припало на початок 19 століття.
Туристсько-краєзнавча діяльність в період з 1918 по 1928 роки була зосереджена в позашкільних установах і проводилася у формі багатоденних (6-10 днів) екскурсій, подорожей, так званих «кочівель».
Для розвитку молодіжного міжнародного туризму в червні 1958 р. створено міжнародне молодіжне бюро «Супутник».

## Молодіжний туризм в Україні
Чинниками, що стримують розвиток молодіжного туризму в Україні є кризові явища в економіці, які супроводжуються скороченням споживчого попиту внаслідок зниження доходів населення. Також до таких чинників відносят моральний і фізичний знос існуючої матеріально-технічної бази підприємств туристочної сфери та слоборозвинена туристична інфраструкту-ра.
Молодіжний туризм в Україні покликаний вирішувати соціальні завдання, пов'язані з вихованням, оздоровленням та освітою молоді засобами туристично-краєзнавчої діяльності.
Один з найбільших організаторів молодіжного туризму в Україні є Акціонерне товариство «Супутник-Україна» (з 1992 року), яке є спадкоємцем Бюро міжнародного молодіжного туризму «Супутник», котре діяло при комсомолі УРСР у радянський час. Бюро Супутник займалося як внутрішнім, так і міжнародним молодіжим туризмом. Саме бюро «Супутник» ЦК ВЛКСМ було створене в 1958 році та мало свої підрозділи при республіканських, крайових, обласних, міських комітетах комсомолу.

### Міжнародне бюро з молодіжного туризму і обміну
Міжнародне бюро з молодіжного туризму і обміну (БІТЕЖ) — спеціалізована міжнародна туристична організація в області туристського бізнесу і підприємництва, спеціалізований орган Всесвітньої федерації демократичної молоді (ВФДМ). Основне завдання — створення умов для молодіжного туризму та обмінів, розвитку контактів між членами.

### Одеська область
Незважаючи на введення в експлуатацію нових хостелів, рівень розвитку бюджетних засобів розміщення в Одеській області не може задовольнити наявний попит, особливо, в період літніх канікул, коли спостерігається гостра нестача місць для проживання.

## Молодіжний туризм за кордоном

### Світова організація торгівлі
На шостій сесії СОТ, що проходила 17–26 вересня 1985 року в м. Софія організація затвердила «Хартію туризму» та «Кодекс туриста», а також прийняла спеціальні резолюції щодо ролі молодіжного туризму та туризму взагалі.

### Бельгія
В 2020 році із за кризи COVID-19 Уряд Фландрії надає бюджет у розмірі 5 мільйонів євро на підтримку соціального та молодіжного туризму.

## Рекомендована література
1. Мельнійчук М. М., Зейко В. О. Молодіжний та дитячий туризм: сутність та класифікація за віком // Вісник Харківського національного університету імені В. Н. Каразіна. Серія: Геологія. Географія. Екологія. Харків, 2016. Вип. 44. С. 118—122. [Архівовано 10 березня 2022 у Wayback Machine.]
2. http://journals.uran.ua/geoeco/article/view/64809 [Архівовано 10 березня 2022 у Wayback Machine.]
3. http://molodyvcheny.in.ua/ru/conf/geog/archive/222/ [Архівовано 1 грудня 2020 у Wayback Machine.]